# Живкович, Александр
Александр Живкович (серб. Александар Живковић, родился 16 апреля 1960 года в Белграде) — югославский и сербский военачальник, генерал-подполковник Вооружённых сил Сербии, командующий Сухопутных войск Сербии в 2013—2014 годах и Учебным командованием в 2009—2011 годах. После увольнения в запас — государственный секретарь Министерства обороны Сербии.

## Биография
Родился 16 апреля 1960 года в Белграде. Окончил в 1983 году Военную академию Сухопутных войск ЮНА, Командно-штабную академию в 1997 году и школу Национальной обороны в 2004 году. Служил в армиях СФРЮ, Союзной Республики Югославии, Сербии и Черногории и Республики Сербии.
Занимал посты командира взвода поддержки, командира пехотной роты и разведывательной роты. Был заместителем командира батальона и командиром противотеррористического батальона военной полиции, а также командиром гвардейского батальона. Был начальником штаба, а позже командиром 72-й специальной бригады. Занимал должности заместителя командующего оперативными силами и заместителя командующего сухопутными войсками. Был командующим Учебного командования и Сухопутных войск, а также инспектором обороны.
В 2014 году находился с официальным визитом в России, где вёл переговоры о военном сотрудничестве между Россией и Сербией. Также он присутствовал на церемонии открытия чемпионата мира по танковому биатлону.
В том же году отправлен в отставку по предложению начальника Генерального штаба Любиши Диковича. Был советником министра внутренних дел Небойши Стефановича в 2015—2017 годах, а позже занял должность государственного секретаря Министерства обороны Сербии. 
Владеет английским языком. Женат, двое детей.

## Награды
- Орден Военных заслуг[1]:
  - I степени (большая звезда)
  - II степени (золотые мечи)
  - Медаль
- Медаль «50 лет Югославской народной армии»[1]

## Воинские звания
| Подпоручик | Поручик | Капитан | Капитан 1-го класса | Майор | Подполковник | Полковник | Генерал-майор | Генерал-подполковник |
| ---------- | ------- | ------- | ------------------- | ----- | ------------ | --------- | ------------- | -------------------- |
|            |         |         |                     |       |              |           |               |                      |
| 1983       | 1984    | 1988    | 1992                | 1993  | 1997         | 2001      | 2007          | 2011                 |